# Portalbera
Portalbera är en ort och kommun i provinsen Pavia i regionen Lombardiet i Italien. Kommunen hade 1 482 invånare (2018).